# Las aventuras de Tom Sawyer (película de 1938)
Las aventuras de Tom Sawyer es una película basada en la novela novela homónima de Mark Twain, producida en 1938.

## Argumento
La película narra la historia del niño Tom Sawyer, que vive en un pequeño pueblo de Estados Unidos con su tía Polly. Se recrean las aventuras con su amigo Huckleberry Finn y sus devaneos amorosos con Becky Thatcher.

## Premios
- Nominación a los Oscar en la categoría de  Mejor dirección artística: Lyle R. Wheeler

- Norman Taurog estuvo nominado a la Copa Mussolini en el Festival Internacional de Cine de Venecia.